# 시모아소역
시모아소역(일본어: 下麻生駅)은 일본 기후현 가모 군 가와베정에 있는 도카이 여객철도 다카야마 본선의 역이다. 단선 승강장과 섬식 승강장이 합쳐진 복합 형태의 철도 역사이다.

## 타는 곳
| 1     | ■ 다카야마 본선 | 하행 | 게로 · 다카야마 방면 |
| 2 · 3 | ■ 다카야마 본선 | 상행 | 미노오타 · 기후 방면 |

## 역 주변
- 히다 강
- 국도 제41호선

## 인접 정차역
| 도카이 여객철도 다카야마 본선 | 도카이 여객철도 다카야마 본선 | 도카이 여객철도 다카야마 본선   |
| ----------------------------- | ----------------------------- | ------------------------------- |
| 나카카와베 기후 방면          | ■ 다카야마 본선               | 가미아소 다카야마·이노타니 방면 |